# Lista över amerikanska filmer 1913

## Lista över amerikanska filmer 1913
| Titel                             | Regissör                           | Roller                                                                        | Genre          | Noteringar   |
| --------------------------------- | ---------------------------------- | ----------------------------------------------------------------------------- | -------------- | ------------ |
| The Adventures of Kathlyn         | Francis J. Grandon                 | Kathlyn Williams                                                              | Äventyr        |              |
| American Born                     | Lorimer Johnston                   | Sydney Ayres, Harry von Meter, Charles Cummings                               | Drama          |              |
| Article 47, L'                    |                                    | William Garwood, Victory Bateman, Howard Davies                               |                |              |
| Back to Life                      | Allan Dwan                         | J. Warren Kerrigan, Pauline Bush                                              | Drama          |              |
| Barney Oldfield's Race for a Life | Mack Sennett                       | Mack Sennett, Mabel Normand, Ford Sterling, Barney Oldfield                   | Komedi         |              |
| Beau Brummel                      | James Young                        | James Young, Clara Kimball Young                                              | Äventyr        |              |
| Beautiful Bismark                 |                                    | William Garwood                                                               | Drama          |              |
| Bianca                            | Robert Thornby                     | George Cooper                                                                 |                |              |
| Bloodhounds of the North          | Allan Dwan                         | Murdock MacQuarrie, Pauline Bush                                              | Drama          |              |
| Bob's Baby                        |                                    | Jean Acker                                                                    | Komedi         |              |
| The Caged Bird                    |                                    | William Garwood, Marguerite Snow                                              | Drama          |              |
| Calamity Anne's Beauty            | Allan Dwan                         | Louise Lester                                                                 |                |              |
| Calamity Anne's Dream             | Allan Dwan                         | Louise Lester                                                                 |                |              |
| Calamity Anne's Inheritance       | Allan Dwan                         | Louise Lester                                                                 |                |              |
| Calamity Anne's Vanity            | Allan Dwan                         | Louise Lester                                                                 |                |              |
| Calamity Anne, Heroine            | Allan Dwan                         | Louise Lester                                                                 |                |              |
| Cohen Saves the Flag              | Mack Sennett                       | Ford Sterling, Mabel Normand                                                  | Komedi         |              |
| The Cub Reporter's Temptation     |                                    | Earle Foxe, Alice Joyce, Tom Moore                                            | Drama          |              |
| Cupid in a Dental Parlor          | Henry Lehrman                      | Fred Mace                                                                     | Komedi         |              |
| A Desperate Chance                | Kenean Buel                        | Earle Foxe, Alice Hollister, Robert G. Vignola, Helen Lindroth, Miriam Cooper | Drama          |              |
| Dr. Jekyll and Mr. Hyde           | Herbert Brenon och Carl Laemmle    | King Baggot                                                                   | Skräck         |              |
| The Evidence of the Film          | Lawrence Marston, Edwin Thanhouser | William Garwood, Marie Eline                                                  | Krim           |              |
| The Face at the Window            |                                    | Earle Foxe, Irene Boyle, Stuart Holmes                                        | Drama          |              |
| The Fire Coward                   |                                    | Earle Foxe, Irene Boyle                                                       | Drama          |              |
| The Flirt and the Bandit          | Lorimer Johnston                   |                                                                               | Drama          |              |
| For the Crown                     | Lorimer Johnston                   | Charlotte Burton, Helen Armstrong, J. Warren Kerrigan                         |                |              |
| For the Flag                      | Lorimer Johnston                   | Charlotte Burton                                                              | Drama          |              |
| A Forest Romance                  | Frank Montgomery                   | Harry von Meter, Mona Darkfeather                                             |                |              |
| The Game Warden                   |                                    | Earle Foxe, Irene Boyle, Stuart Holmes                                        | Komedi         |              |
| The Girl and the Greaser          | Allan Dwan                         | Charlotte Burton, J. Warren Kerrigan, Louise Lester                           |                |              |
| The Greater Love                  | Allan Dwan                         | Charlotte Burton, Mabel Brown, Edward Coxen                                   | Drama          |              |
| His Chum the Baron                | Mack Sennett                       | Ford Sterling                                                                 | Komedi         |              |
| Hulda of the Netherlands          |                                    |                                                                               |                |              |
| Hurricane in Galveston            | King Vidor                         |                                                                               | Drama          |              |
| In the Secret Service             | Henry MacRae                       | Charles Bartlett                                                              | Western        |              |
| Justice of the Wild               | Frank E. Montgomery                | Harry von Meter, Mona Darkfeather                                             | Äventyr        |              |
| A Little Hero                     | George Nichols                     | Mabel Normand, Harold Lloyd                                                   | Komedi         |              |
| The Mirror                        | Anthony O'Sullivan                 | Henry B. Walthall                                                             |                |              |
| Oil and Water                     | D. W. Griffith                     | Blanche Sweet, Henry B. Walthall, Lionel Barrymore                            | Drama          |              |
| The Old Monk's Tale               | J. Searle Dawley                   | Ben F. Wilson                                                                 | Drama          | Harold Lloyd |
| The Proof of the Man              |                                    | Alexander Gaden, Edna Maison                                                  | Drama          |              |
| The Quakeress                     | Raymond B. West                    | Louise Glaum                                                                  | Drama          |              |
| The Restless Spirit               | Allan Dwan                         | J. Warren Kerrigan, Pauline Bush                                              | Drama          |              |
| The Rose of San Juan              | Sydney Ayres                       | Sydney Ayres, Charlotte Burton, Louise Lester                                 | Drama          |              |
| Rory o' the Bogs                  | J. Farrell MacDonald               | J. Warren Kerrigan                                                            |                |              |
| Sally Scraggs, Housemaid          | Robert Z. Leonard                  | Robert Z. Leonard, Margarita Fischer                                          | Komedi         | [ 1 ]        |
| The Shoemaker and the Doll        |                                    | William Garwood                                                               | Drama          |              |
| The Telephone Girl and the Lady   | D. W. Griffith                     | Mae Marsh, Claire McDowell                                                    | Drama          |              |
| Three Friends                     | D. W. Griffith                     | Henry B. Walthall, Blanche Sweet, Lionel Barrymore                            | Drama          |              |
| The Twelfth Juror                 | George Lessey                      | Ben F. Wilson                                                                 | Drama          |              |
| Unto the Third Generation         | Harry Solter                       | Earle Foxe, Florence Lawrence, Matt Moore                                     | Romantic drama |              |
| While There's Life                |                                    | Charlotte Burton, Jean Durrell                                                | Drama          |              |
| Woman's Honor                     | Allan Dwan                         | Charlotte Burton, Louise Lester                                               | Drama          |              |